# Cricotopus maritimus
Cricotopus maritimus är en tvåvingeart som först beskrevs av Chernovskij 1949.  Cricotopus maritimus ingår i släktet Cricotopus och familjen fjädermyggor. Inga underarter finns listade i Catalogue of Life.